# Irak aux Jeux olympiques
L'Irak a participé à 13 Jeux d'été et à aucun Jeux d'hiver. Le pays n'a gagné qu'une seule médaille, en bronze gagné en haltérophilie  aux Jeux olympiques de 1960 par Abdul Wahid Aziz.